# The People Under the Stairs
The People Under the Stairs (bra: As Criaturas atrás das Paredes; prt: Os Prisioneiros da Cave) é um filme estadunidense de comédia de terror de 1991, escrito e dirigido por Wes Craven e estrelado por Brandon Adams, Everett McGill, Wendy Robie e A. J. Langer. A trama segue um menino e dois ladrões adultos que ficam presos em uma casa pertencente a um casal estranho depois de invadir para roubar sua coleção de moedas raras.
Craven afirmou que The People Under the Stairs foi parcialmente inspirado por uma notícia do final dos anos 1970, na qual dois ladrões invadiram uma casa de Los Angeles, inadvertidamente fazendo com que a polícia descobrisse duas crianças que haviam sido trancadas por seus pais. O filme foi um sucesso comercial surpreendente e foi analisado por sua representação satírica da gentrificação, guerra de classes e capitalismo.

## Enredo
Tentando sem sucesso sair de uma casa extremamente fortificada e que pertence a um casal sinistro, que aprisiona no porão os estranhos que aparecem em sua casa, um garoto negro carente que entrou na casa em busca de um tesouro escondido, se vê lançado de repente em um pesadelo real. Ele percebe a verdadeira índole dos moradores assassinos e tenta livrar-se dos dispositivos de segurança da casa. Acaba tornando-se amigo de uma menina que sofreu abusos lá e acaba descobrindo os segredos das criaturas ocultas nas profundezas da casa.

## Elenco
- Brandon Adams ....  Poindexter Williams
- Everett McGill....  Mr. Robeson
- Wendy Robie....  Mrs. Robeson
- A. J. Langer....  Alice Robeson
- Ving Rhames....  Leroy
- Bill Cobbs....  avô Booker
- Kelly Jo Minter....  Ruby
- Sean Whalen....  Roach
- Jeremy Roberts ....  Spencer